# Van Buren (Missouri)
Van Buren – miasto w Stanach Zjednoczonych, w stanie Missouri, siedziba administracyjna hrabstwie Carter.